# Fokker 100

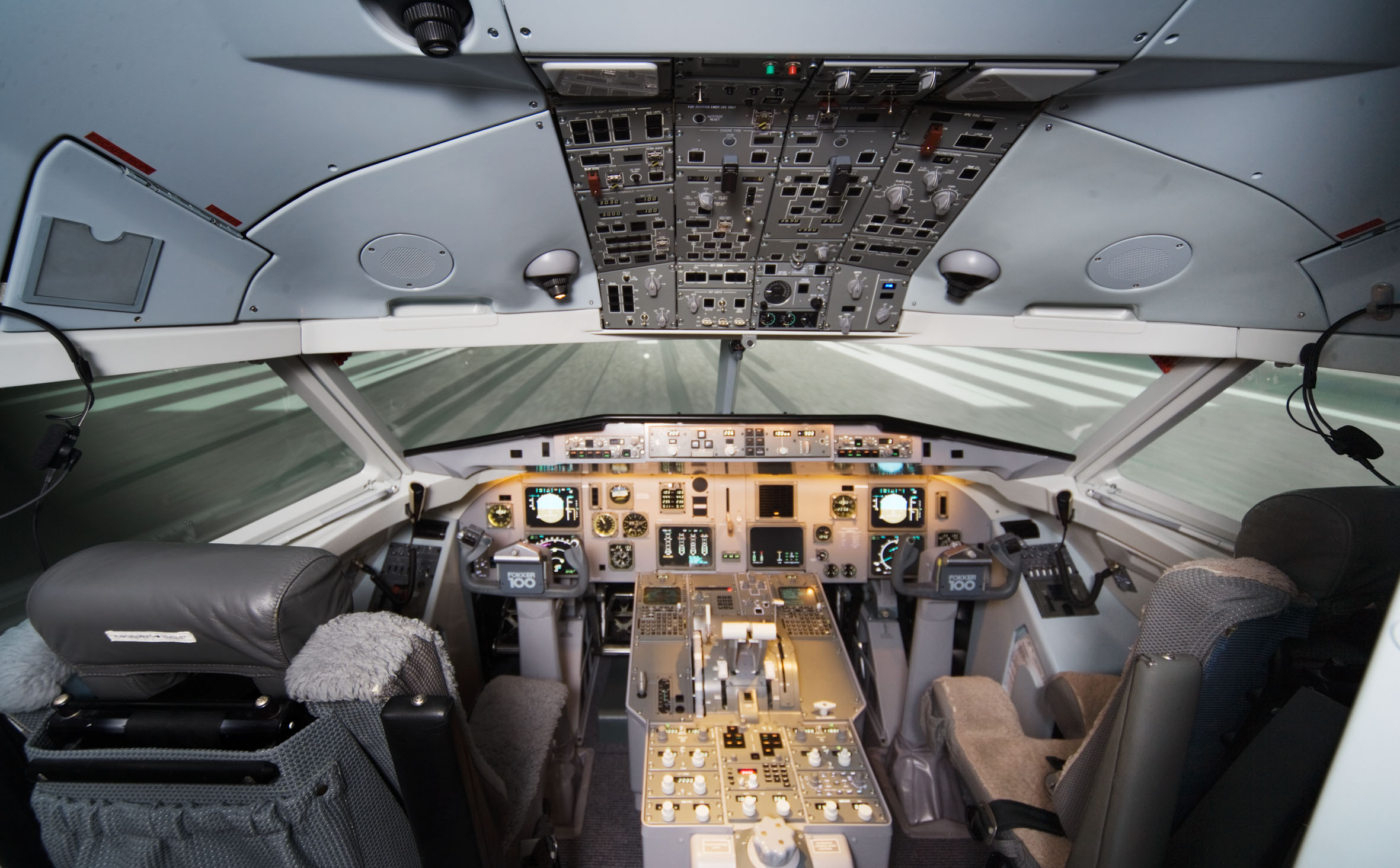
Cockpit

Die Fokker 100 ist ein zweistrahliges Passagierflugzeug der Fokker Flugzeugwerke mit einer Kapazität von 100 Passagieren. In Flugplänen wird die Fokker 100 meist mit F100 (ICAO-Code) oder 100 (IATA-Code) abgekürzt.

## Geschichte

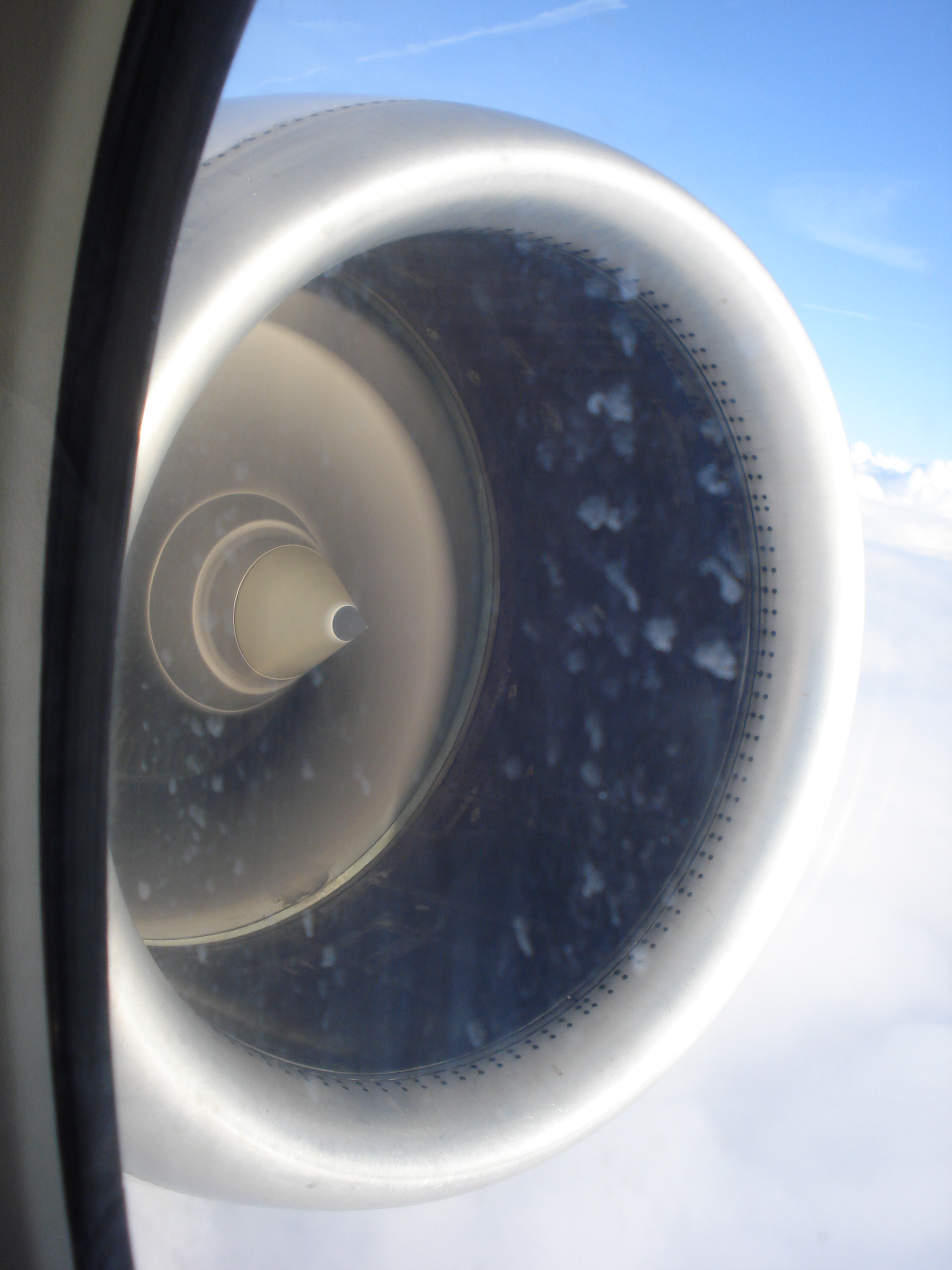
Triebwerk einer Fokker 100 aus der Passagierkabine betrachtet

Die Fokker 100 kam Ende 1986 auf den Markt. Der Erstflug erfolgte am 30. November 1986, die Maschine trug das Luftfahrzeugkennzeichen PH-MKH. Sie war eine Weiterentwicklung der Fokker F28 Fellowship, von der sie sich durch einen gestreckten Rumpf, modernere Rolls-Royce-Tay-Triebwerke, neuere Systeme (wie elektronische Fluginstrumente, EFIS) und aerodynamische Verbesserungen unterschied. Eine verkürzte Bauart der Fokker 100 wurde 1993 mit der Fokker 70 auf den Markt gebracht.
Mit der Fokker F28 Fellowship hatte Fokker einen modernen Regionaljet gebaut und mit der Fokker 100 verbessert. Erstbestellerin Swissair nahm im Februar 1988 die erste Fokker 100 in Betrieb. American Airlines als größter Kunde betrieb 75 Einheiten. Mit dem Konkurs des Unternehmens Fokker 1996 verschwand dieser Typ jedoch vom Markt für Neuflugzeuge. Schon zuvor war der Flugzeugtyp durch die Boeing 737 und den Airbus A319 in eine Nische gedrängt worden. Auf dem Markt für Gebrauchtflugzeuge blieb die Fokker 100 jedoch begehrt, da beispielsweise US Airways einen Großteil seiner Fokker-100-Flotte stilllegte und diese damit günstig verfügbar waren. Die Austrian Airlines Group übernahm einige Maschinen aus Beständen der American Airlines, Germania setzte die Fokker 100 von 2003 bis 2008 im Wetlease unter anderem für Air Berlin ein.
Stork Aerospace, die unter dem Namen „Fokker Services“ die Betreuung der vielen noch fliegenden Fokker-Flugzeuge übernommen hat, bietet die Fokker 100 als Executive Jet weiterhin an. Der Prototyp 001 PH-MKH wurde von Stork Fokker als Erprobungsträger für das Radarentwicklungsprogramm SOSTAR-X bis Herbst 2007 genutzt und wurde dann abgewrackt, da weitere Nutzungen nicht akquiriert werden konnten. Er folgte damit dem bereits verschrotteten Prototyp 002, dessen Rumpf seinerzeit als Prototyp für die Fokker F70 verkürzt wurde.

### F-90 / F-130
Nachdem Ende 2010 ein Kredit in Höhe von knapp 20 Mio. Euro der Niederlande an die Firma Rekkof Aircraft NV gewährt worden war, wollte diese die Fokker 100 basierend auf dem ursprünglichen Prototyp als F100NG bzw. F120NG in einer mit Winglets, neuer Avionik und neuen Triebwerken modernisierten Form auf den Markt bringen. Der Erstflug des Prototyps NG F120 war für 2015 geplant. Die Indienststellung des ersten Serienflugzeugs wurde für 2017 angestrebt. Das inzwischen in Netherlands Aircraft Company (NAC) umbenannte Unternehmen änderte 2013 die Projektbezeichnungen in F-90 und F-130.

## Betreiber

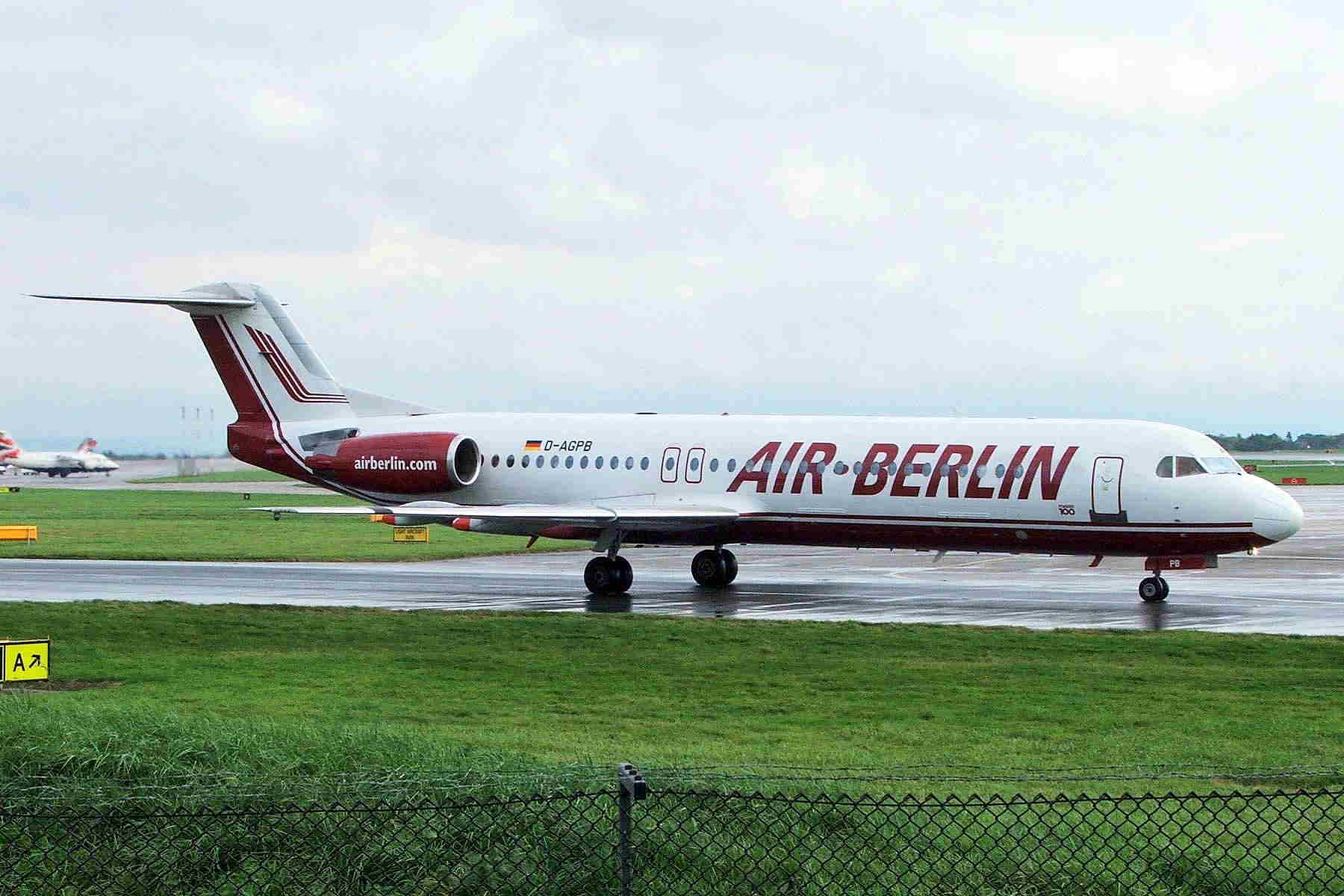
Air Berlin Fokker 100

Mit Stand Dezember 2018 sind von 283 produzierten Fokker 100 noch rund 135 registriert. Zu den größten Betreibern zählen die drei australischen Fluggesellschaften Alliance Airlines, QantasLink sowie Virgin Australia Regional Airlines – die 27, 17 und 14 Maschinen betreiben – gefolgt von Iran Aseman Airlines mit neun Flugzeugen.

## Zwischenfälle
Vom Erstflug 1986 bis Dezember 2019 kam es mit Fokker 100 zu 18 Totalschäden. Bei 6 davon kamen 201 Menschen ums Leben. Auszüge:
- Am 5. März 1993 fing eine auf dem Flughafen Skopje startende Fokker 100 der Palair Macedonian Airways (Luftfahrzeugkennzeichen PH-KXL) an, stark zu vibrieren und zerschellte nach mehreren starken Kippbewegungen hinter der Startbahn; 83 der 97 Passagiere verloren ihr Leben. Der Grund für den Unfall war das Fehlen der Flugzeugenteisung (siehe auch Palair-Macedonian-Airways-Flug 301).[6]

- Am 31. Oktober 1996 aktivierte sich an einer Fokker 100 der brasilianischen Fluggesellschaft TAM Transportes Aéreos Regionais kurz nach dem Start in São Paulo im rechten Triebwerk selbsttätig die Schubumkehr. Ein automatisches Sicherheitssystem, das daraufhin ordnungsgemäß die Leistung im problembehafteten Triebwerk drosselte, wurde vom Co-Piloten gewaltsam übergangen. Die Fokker stürzte auf ein Wohngebäude; alle 95 Menschen an Bord und 4 Menschen am Boden starben.[7] Daraufhin änderte OceanAir (die heutige Avianca Brazil) den Namen ihrer Fokker 100 in Fokker MK-28, um den schlechten Ruf der Fokker 100 nach diesem Unfall zu vermeiden (siehe TAM-Linhas-Aéreas-Flug 402).[8]

- Am 9. Juli 1997 explodierte in einer Fokker 100 der TAM Transportes Aéreos Regionais eine Bombe unter dem Sitz eines Passagiers. Die Detonation riss ein zwei mal zwei Meter großes Loch in den Rumpf der Fokker 100 (PT-WHK), durch das der Passagier herausgesogen wurde. Die Maschine konnte dennoch sicher gelandet werden; die übrigen 59 Personen an Bord überlebten den Vorfall. Die Maschine wurde nach dem Zwischenfall repariert und wieder in Betrieb genommen (siehe auch TAM-Linhas-Aéreas-Flug 283).[9]

- Am 15. September 2001 explodierte bei einer Fokker 100 der TAM Linhas Aereas (PT-MRN) auf dem Flug vom Flughafen Recife zum Flughafen Viracopos ein Triebwerk. Umherfliegende Trümmer zerstörten drei Fenster des Rumpfs. Eine Passagierin wurde teilweise aus dem Flugzeug herausgesogen, konnte jedoch von einer anderen Person bis zur Landung festgehalten werden. Die Festgehaltene überlebte den Vorfall nicht. Die Maschine wurde danach repariert und wieder in Betrieb genommen (siehe auch TAM-Linhas-Aéreas-Flug 9755).[10]

- Am 25. Januar 2007 startete eine Fokker 100 der Régional Compagnie Aérienne Européenne (F-GMPG) zu einem Air-France-Flug vom Flughafen Pau-Pyrenäen zum Flughafen Paris-Charles-de-Gaulle. Nach dem Abheben neigte sich die Maschine zunächst um 35 Grad nach links, dann um 67 Grad nach rechts und wieder um 59 Grad nach links. Durch die Flugmanöver fiel sie aus einer Flughöhe von 32 Metern wieder auf die Startbahn und sprang beim Aufsetzen wieder hoch. Trotz einer Flughöhe von 32 Metern entschied der Kapitän, den Start abzubrechen. Die Maschine setzte erneut auf, rollte über die Landebahn hinaus, durchbrach den Flughafenzaun und kreuzte eine dahinter liegende Landstraße. Das linke Hauptfahrwerk riss das Führerhaus eines LKW auf; der Fahrer wurde dabei getötet. Alle Flugzeuginsassen überlebten. Die Maschine rutschte anschließend über einen Abhang, wobei beide Hauptfahrwerke abgerissen wurden. Unfallursachen waren Raureif auf den Tragflächen und ein zu schnelles Rotieren (siehe auch Air-France-Flug 7775).[11]

- Am 29. Juni 2007 flog eine Fokker 100 (TU-VAA) der Regierung der Elfenbeinküste vom Flughafen Abidjan nach Bouaké. An Bord waren Premierminister Guillaume Soro, eine unbekannte Anzahl von Mitgliedern seiner Delegation und 20 Journalisten. Nach der Landung wurde die Fokker beim Rollen von mindestens drei Panzerabwehrraketen getroffen. Eine davon durchbrach den Flugzeugrumpf. Vier Menschen starben und fünf weitere wurden schwer verletzt.[12]

- Am 2. Januar 2008 kam ein Flugzeug der Iran Air (EP-IDB) auf dem Flug von Teheran nach Shiraz beim Start von der Startbahn des Flughafens Teheran-Mehrabad ab, nachdem das linke Triebwerk ausgefallen war. Das Flugzeug kam nahe einer Boeing 747 der iranischen Luftwaffe zum Stehen und fing Feuer. Die Besatzung und alle Passagiere konnten sich retten. An der Maschine entstand Totalschaden, obwohl der Brand schnell gelöscht werden konnte.[13]

- Am 25. Dezember 2012 wurde eine Fokker 100 der burmesischen Air Bagan (XY-AGC) bei diesigem Wetter gut einen Kilometer vor dem Flughafen von Heho (Myanmar) in den Boden geflogen. Dabei starben ein Mopedfahrer und einer von 71 Menschen an Bord (siehe auch Air-Bagan-Flug 011).[14]

- Am 19. März 2019 konnte bei einer Fokker 100 der Iran Air vor der Landung in Teheran das Hauptfahrwerk nicht ausgefahren werden. Die Maschine landete mit ausgefahrenem Bugfahrwerk auf dem Rumpf. Alle 24 Passagiere blieben unverletzt.[15]

- Am 27. Dezember 2019 verunglückte eine Fokker 100 der Bek Air (UP-F1007) beim Start vom Flughafen Almaty. Die Maschine sackte kurz nach dem Abheben wieder nach unten durch und durchbrach eine Betonmauer hinter der Startbahn, ehe sie mit einem Gebäude kollidierte. Von den 96 Passagieren und fünf Besatzungsmitgliedern starben 12 (siehe auch Bek-Air-Flug 2100).[16][17]

## Technische Daten

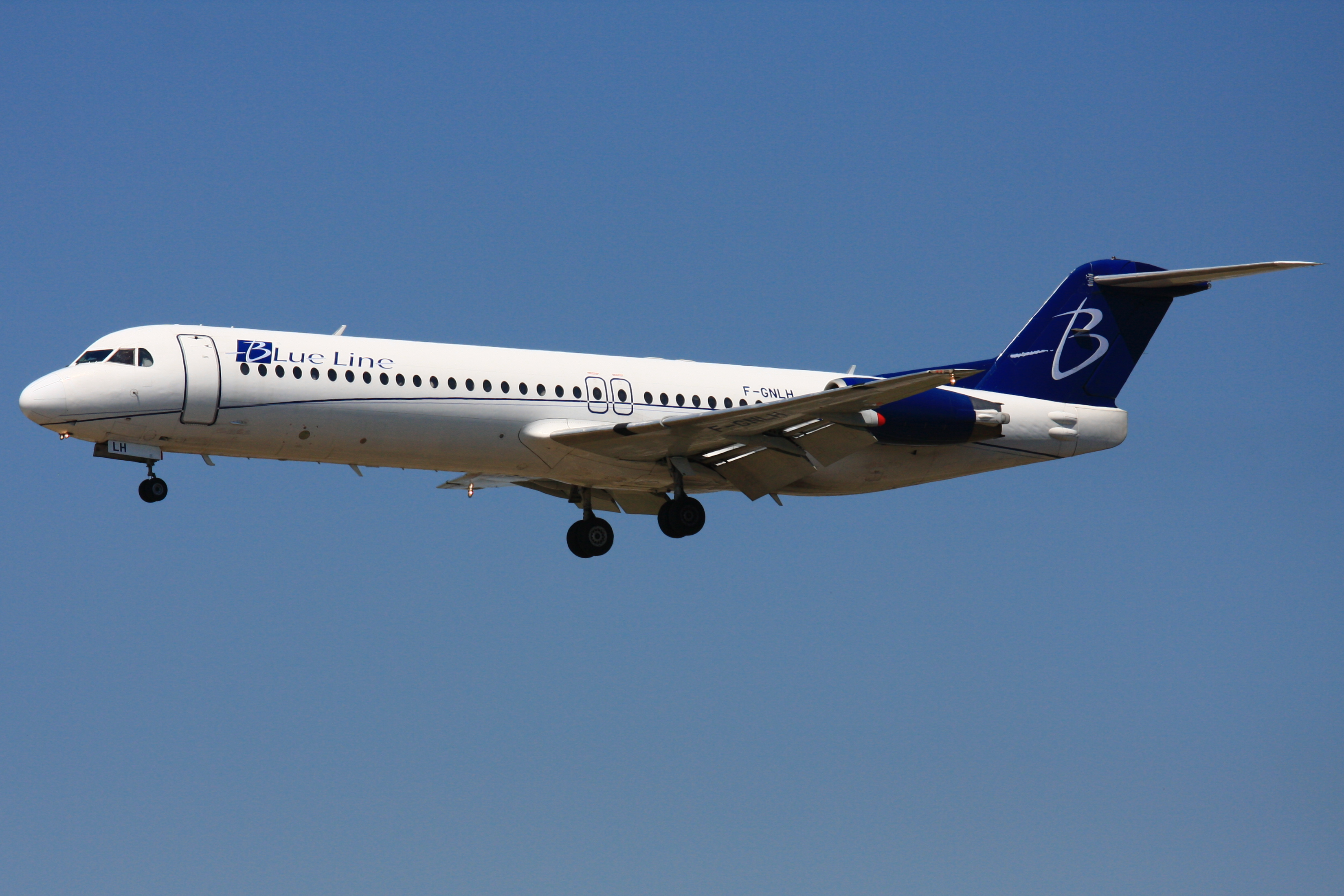
Eine Fokker 100 der Blue Line

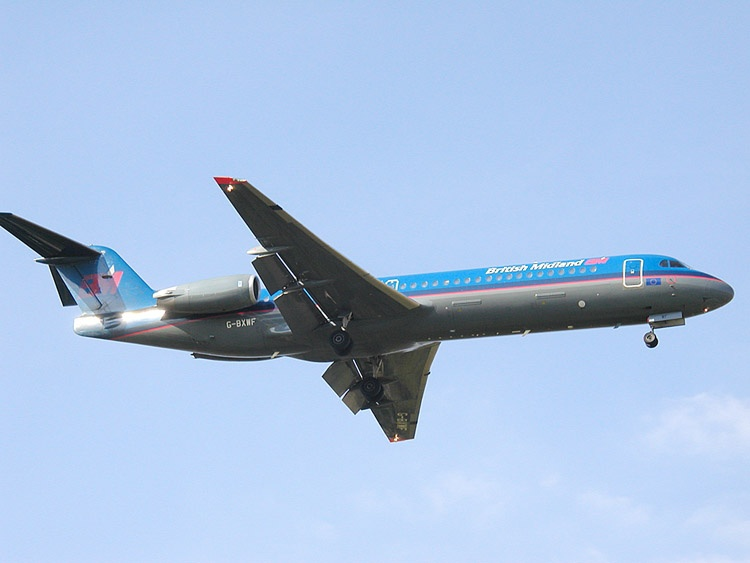
Eine Fokker 100 der BMI

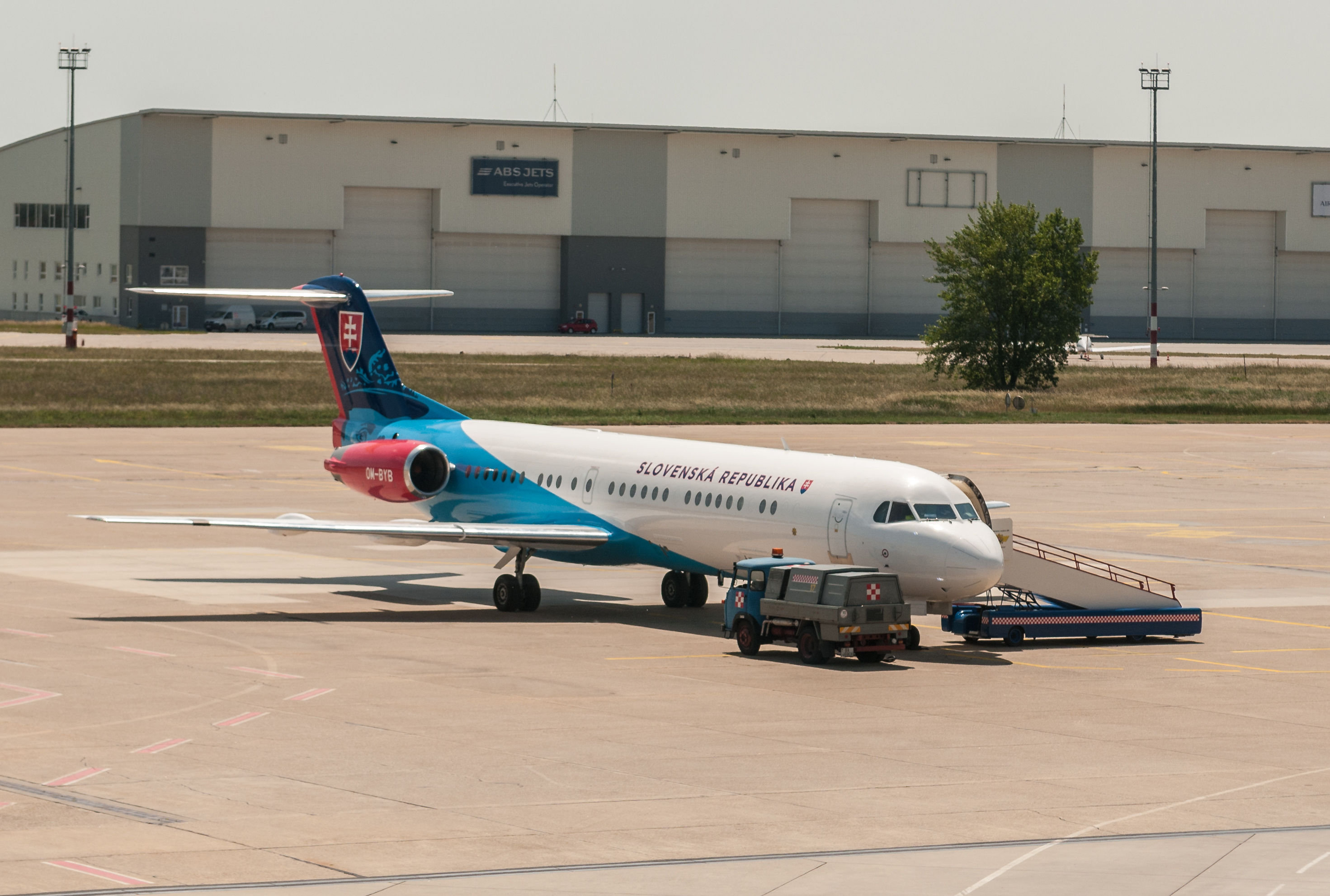
OM-BYB als slowakische Regierungsmaschine

Das Fluggerät verursacht bei Start und Landung vergleichsweise wenig Lärm. Es hat eine relativ große Reichweite von etwa 4.300 Kilometern, in der Version F100 ER (ab 1992) von etwa 4.750 Kilometern.
| Kenngröße                 | Daten                                              |
| ------------------------- | -------------------------------------------------- |
| Länge                     | 35,31 m                                            |
| Flügelspannweite          | 28,08 m                                            |
| Flügelfläche              | 93,50 m²                                           |
| Flügelstreckung           | 8,4                                                |
| Höhe                      | 8,60 m                                             |
| Kapazität                 | 109–122 Passagiere                                 |
| max. Nutzlast             | 12.000 kg                                          |
| max. Startmasse           | 44.450 kg                                          |
| Antrieb                   | zwei Rolls-Royce Tay Mk. 650-15 mit je 68 kN Schub |
| max. Reisegeschwindigkeit | 755 km/h (Mach 0,77)                               |
| Dienstgipfelhöhe          | 11.900 m                                           |
| Reichweite                | 4.300 km (4.750 km in der ER-Version)              |